# Ebru Şahin
Ebru Şahin (ur. 28 lipca 1992) – turecka judoczka.
Siódma na mistrzostwach świata w 2013; uczestniczka zawodów w 2014 i 2015. Startowała w Pucharze Świata w 2012, 2013 i 2015. Brązowa medalistka mistrzostw Europy w 2013. Złota medalistka igrzysk śródziemnomorskich w 2013. Wicemistrzyni igrzysk europejskich w 2015 roku.